# Чемпионат мира по дзюдо в абсолютной категории 2011
Чемпионат мира по дзюдо в абсолютной весовой категории 2011 года прошёл 29-30 октября в Тюмени (Россия).

## Общий медальный зачёт
| Место | Страна     | Золото | Серебро | Бронза | Всего |
| ----- | ---------- | ------ | ------- | ------ | ----- |
| 1     | Китай      | 1      | 0       | 0      | 1     |
| 1     | Узбекистан | 1      | 0       | 0      | 1     |
| 3     | Россия     | 0      | 1       | 1      | 2     |
| 4     | Венгрия    | 0      | 1       | 0      | 1     |
| 5     | Япония     | 0      | 0       | 3      | 3     |
| Всего | Всего      | 2      | 2       | 4      | 8     |

## Медалисты
| Дисциплины | Золото           | Серебро          | Бронза                            |
| ---------- | ---------------- | ---------------- | --------------------------------- |
| Мужчины    | Абдулло Тангриев | Барна Бор        | Александр Михайлин Кэйдзи Судзуки |
| Женщины    | Тун Вэнь         | Теа Донгузашвили | Мика Сугимото Нанами Хасигути     |